# Thống Nhất, thành phố Hòa Bình
Thống Nhất là một phường thuộc thành phố Hòa Bình, tỉnh Hòa Bình, Việt Nam.

## Địa lý
Phường Thống Nhất nằm ở phía nam thành phố Hòa Bình, có vị trí địa lý:
- Phía đông giáp huyện Kim Bôi
- Phía tây giáp phường Thái Bình
- Phía nam giáp huyện Cao Phong
- Phía bắc giáp phường Dân Chủ và xã Độc Lập.

Phường Thống Nhất có diện tích 17,51 km², dân số năm 2018 là 7.456 người, mật độ dân số đạt 426 người/km².

## Lịch sử
Trước đây, Thống Nhất là một xã thuộc huyện Kỳ Sơn, tỉnh Hòa Bình, được thành lập vào tháng 6 năm 1955 trên cơ sở một phần diện tích và dân số của xã Quỳnh Lâm cũ.
Ngày 24 tháng 4 năm 1988, xã Thống Nhất được chuyển về thị xã Hòa Bình quản lý.
Ngày 17 tháng 12 năm 2019, Ủy ban Thường vụ Quốc hội ban hành Nghị quyết số 830/NQ-UBTVQH14 về việc sắp xếp các đơn vị hành chính cấp huyện, cấp xã thuộc tỉnh Hòa Bình (nghị quyết có hiệu lực từ ngày 1 tháng 1 năm 2020). Theo đó, thành lập phường Thống Nhất trên cở sáp nhập 1,71 km² diện tích tự nhiên, 3.545 người của khu vực Chăm thuộc phường Chăm Mát vừa giải thể với toàn bộ 15,80 km² diện tích tự nhiên, 3.911 người của xã Thống Nhất.
Sau khi thành lập, phường Thống Nhất có 17,51 km² diện tích tự nhiên, dân số là 7.456 người.